# Agostinho Machado Lima
Agostinho Machado Lima (Paranaguá, 1822 - Paranaguá, 30 de dezembro de 1882) foi um padre católico e político brasileiro filiado ao Partido Liberal.
Era filho de João Machado Lima, sendo portanto, tio do governador do Paraná, Vicente Machado da Silva Lima e irmão do deputado provincial Caetano de Souza Pinto. Agostinho fez seus estudos em São Paulo e foi ordenado padre em 1846.
Na vida religiosa, foi vigário em Curitiba de 1846 a 1847, vigário em Morretes de 1847 a 1850, vigário em Paranaguá de 1850 a 1857, voltando a ser vigário em Paranaguá em 1868. Foi ainda vigário e pároco em Curitiba de 1857 a 1882. Na política entra como deputado (provincial) suplente em 1855, sendo eleito outras vezes em 1862 e em 1866.
É considerado o fundador do Cemitério Municipal.